# Halyomorpha halys
Halyomorpha halys este o insectă din familia Pentatomidae, originară din China, Japonia, Peninsula Coreeană și Taiwan. În septembrie 1998 a fost observată în Allentown, Pennsylvania, unde se crede că a fost introdusă accidental. Nimfele și adulții de Halyomorpha halys se hrănesc cu peste 100 de specii de plante, inclusiv multe culturi agricole, iar din 2010-2011 a devenit un dăunător pe toată durata sezonului în livezile în partea de est a Statelor Unite. În 2010, în regiunea statelor Atlantic mijlociu, au fost pierdute 37 de milioane de dolari în plantații de măr, iar unii cultivatori de drupe au pierdut peste 90% din culturi. Insecta este acum stabilită în multe părți din America de Nord și a devenit recent stabilită în Europa și America de Sud.

## Descriere
Adulții sunt de aproximativ 1,7 cm lungime și aproximativ la fel ca lățime, având forma de scut heraldic caracteristică insectelor din superfamilia Pentatomoidea. Acestea sunt, în general, maro închis atunci când sunt privite de sus și de un alb-crem-maro dedesubt. Colorația individuală poate varia, cu unele insecte având diferite nuanțe de roșu, gri, maro, cupru sau negru. Antenele sunt dungate cu benzi colorate deschis, iar marginea abdomenului au benzi închise la culoare. Picioarele sunt de culoare maro cu pete sau benzi albicioase.
În etapele de nimfă, indivizii sunt negri sau maro foarte închis, cu integument roși între sclerite. În primul stadiu, nimfele nu au marcaje albe, dar de la al doilea la al cincilea stadiu de dezvoltare nimfele au antene negre cu o singură bandă albă. Picioarele nimfelor sunt negre cu diferite cantități benzi albe. Indivizii proaspăt năpârliți la toate etapele sunt de culoare albă cu marcaje roșii. Ouăle sunt în mod normal depuse pe partea inferioară a frunzelor în mase de 28 de ouă, sunt de culoare verde atunci când sunt depuse și devin, treptat, albe.
Ca toate insectele din familie, glandele care produc substanțe chimice defensive sunt situate pe partea inferioară a toracelui, între prima și a doua pereche de picioare.

## Comportament
Mirosul insectei este cauzat de trans-2-decenal și trans-2-octenal. Mirosul a fost caracterizat drept „miros înțepător care aduce a coriandru”. Halyomorpha halys are capacitatea de a emite un miros prin găuri în abdomen ca mecanism de apărare menit să împiedice să fie consumat de păsări și șopârle. Cu toate acestea, simpla manipulare, rănire sau mutare a insectei poate declanșa eliberarea mirosului.
În timpul curtării, masculul emite feromoni și semnale vibraționale pentru a comunica cu o femelă, care răspunde cu propriul semnal vibrațional. Insectele folosesc aceste semnale pentru a se recunoaște și a se localiza. Semnalele vibraționale ale acestei specii sunt remarcate pentru frecvența joasă. Durata semnalului unui mascul este mult mai lungă decât a oricărei alte specii înrudite, dar semnificația acestei observații nu este clară.
Halyomorpha halys este o insectă care suge (precum toate Hemipterele) care își folosește trompa pentru a pătrunde în planta gazdă ca să se hrănească. Această hrănire rezultă, în parte, în formarea de gropițe sau zone necrotice pe suprafața exterioară a fructelor, înnegrirea frunzelor, pierderea semințelor și posibila transmitere a patogenilor. Este un dăunător care poate provoca pagube importante culturilor de fructe și legume. În Japonia, acesta este un dăunător pentru culturile de soia și fructe. În SUA, Halyomorpha halys se hrănește de la sfârșitul lunii mai cu o gamă largă de fructe, legume și alte plante-gazdă, precum piersici, mere, fasole verde, soia, cireșe, zmeură și pere.

## În America de Nord

Răspândirea Halyomorpha halys în SUA

Halyomorpha halys a fost introdusă accidental în Statele Unite ale Americii, din China sau Japonia. Se crede că a călătorit clandestin în cutii sau pe diferite tipuri de mașinării. Primul exemplar documentat a fost colectat în Allentown, Pennsylvania, în septembrie 1998. Mai mulți studenți de la Muhlenberg College au raportat că au văzut aceste insecte încă din luna august a aceluiași an. Între 2001 și 2010 au fost raportate 54 de apariții ale acestei insecte la porturile maritime din Statele Unite ale Americii. Cu toate acestea, Halyomorpha halys nu este clasificată ca fiind raportabilă, în sensul că aceasta nu trebuie să fie raportată și nu este necesară nici o acțiune pentru a o elimina. Acest lucru a permis acestei specii să intre în Statele Unite relativ ușor, deoarece este capabilă să supraviețuiască perioade lungi de timp în condiții de căldură sau frig.
În 2002, în New Jersey, insecta a fost găsită pe material vegetal în Stewartsville și au fost colectate exemplare din capcane cu ultraviolete în Phillipsburg și Little York. Specia a fost rapid documentată și a stabilită în mai multe comitate din Pennsylvania, New Jersey, Delaware, Connecticut și New York pe coasta de est a Statelor Unite.
Până în 2009, acest dăunător a ajuns în Maryland, Virginia de Vest, Virginia, Tennessee, Carolina de Nord, Kentucky, Ohio, Illinois și Oregon. În 2010, acest parazit a fost găsit în alte state, inclusiv Indiana, Michigan, Minnesota și alte state.
Din noiembrie 2011 s-a extins în 34 de state din SUA, iar până în 2012 a ajuns în 40 de state, demonstrând o creștere a populației de 60% față de 2011.
Populațiile s-au extins și la sud de Ontario și Quebec, Canada. Recent, au fost găsite în sudul Columbiei Britanice.

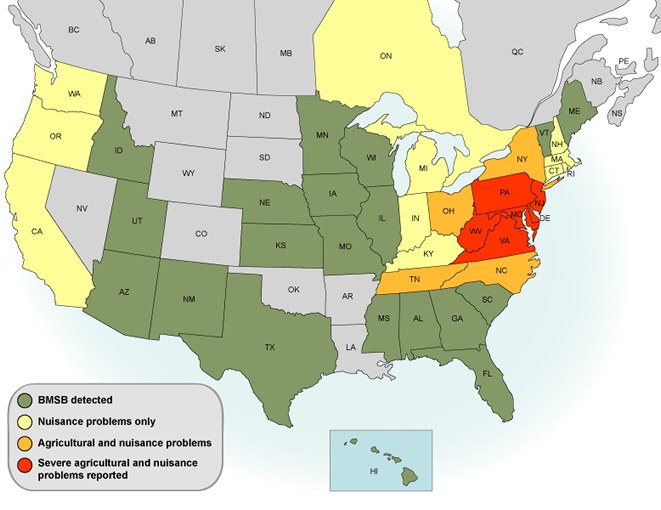
Efectele Halyomorpha halys (mai 2013)

## În Europa
Halyomorpha halys a fost probabil introdusă pentru prima dată în Europa în timpul lucrărilor de reparații la Grădina Chinezească din Zürich, Elveția, în iarna anului 1998. Traseul parcurs de Halyomorpha halys a fost stabilit ca fiind călătoria cu țigle care au fost importate din Beijing, China. Insecta s-a răspândit rapid prin Europa. Prima apariție în sudul Germaniei a fost identificată în Konstanz în 2011. În Italia, primele exemplare au fost găsite în Modena în 2012 și, ulterior, în Tirolul de Sud în 2016. Insecta a fost, de asemenea, văzută în Viena, Austria, cu o creștere în numărul de raportări după 2016. Regiunea italiană Friuli-Venezia Giulia a anunțat distribuirea a 3,5 milioane de euro pentru a compensa costurile cauzate de culturile pierdute de fructe din 2017 până în 2020.

## Prădători
În China, Trissolcus japonicus, o specie de viespe parazitară din familia Scelionidae, este un prădător primar.
În SUA, Europa și Noua Zeelandă, Trissolcus japonicus este o opțiune intens studiată pentru controlul biologic împotriva Halyomorpha halys. Această viespe a fost studiată în Statele Unite începând cu anul 2007 pentru biosecuritatea posibilei introduceri. Cu toate acestea, în 2014, două populații adventive au fost găsite în Statele Unite în timpul sondajelor pentru a identifica care parazitoizi nord-americani ar putea ataca Halyomorpha halys. Testele genetice ulterioare au arătat că aceste populații sălbatice au fost auto-introduse: ele nu erau legate între ele sau de tulpina studiată în carantină în vreun laborator. De atunci, mai multe autorități agricole au început programe pentru a spori populațiile sălbatice cu viespi crescute în laborator. O populație adventivă europeană a fost descoperită în timpul unu sondaj similar în Elveția, în 2017.
Ouăle, nimfele și adulții au fost atacate de mai mulți parazitoizi și prădători indigeni din America de Nord și Europa . Cercetătorii au experimentat cu diferite specii de păianjen, precum Arilus cristatus. Mai multe specii de păianjen au atacat atât ouăle, cât și adulții. Insectele din familia Armadillidiidae mănâncă ouăle acestor dăunători. Cu toate acestea, păianjenul Arilus cristatus a fost cel mai vorace prădător, care a atacat ouăle și adulții în mod consecvent.

## Ciclu de viață

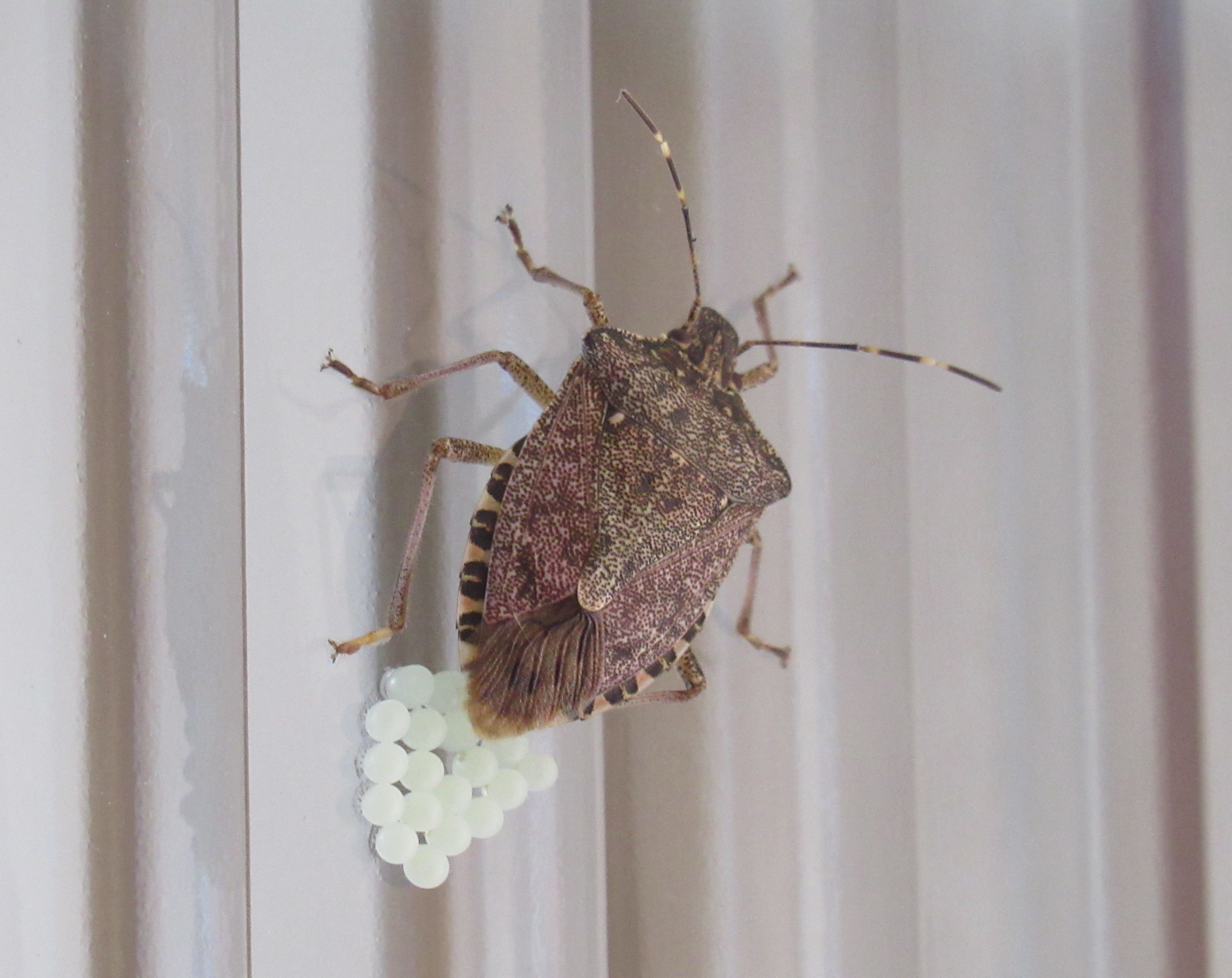
Depunând ouă
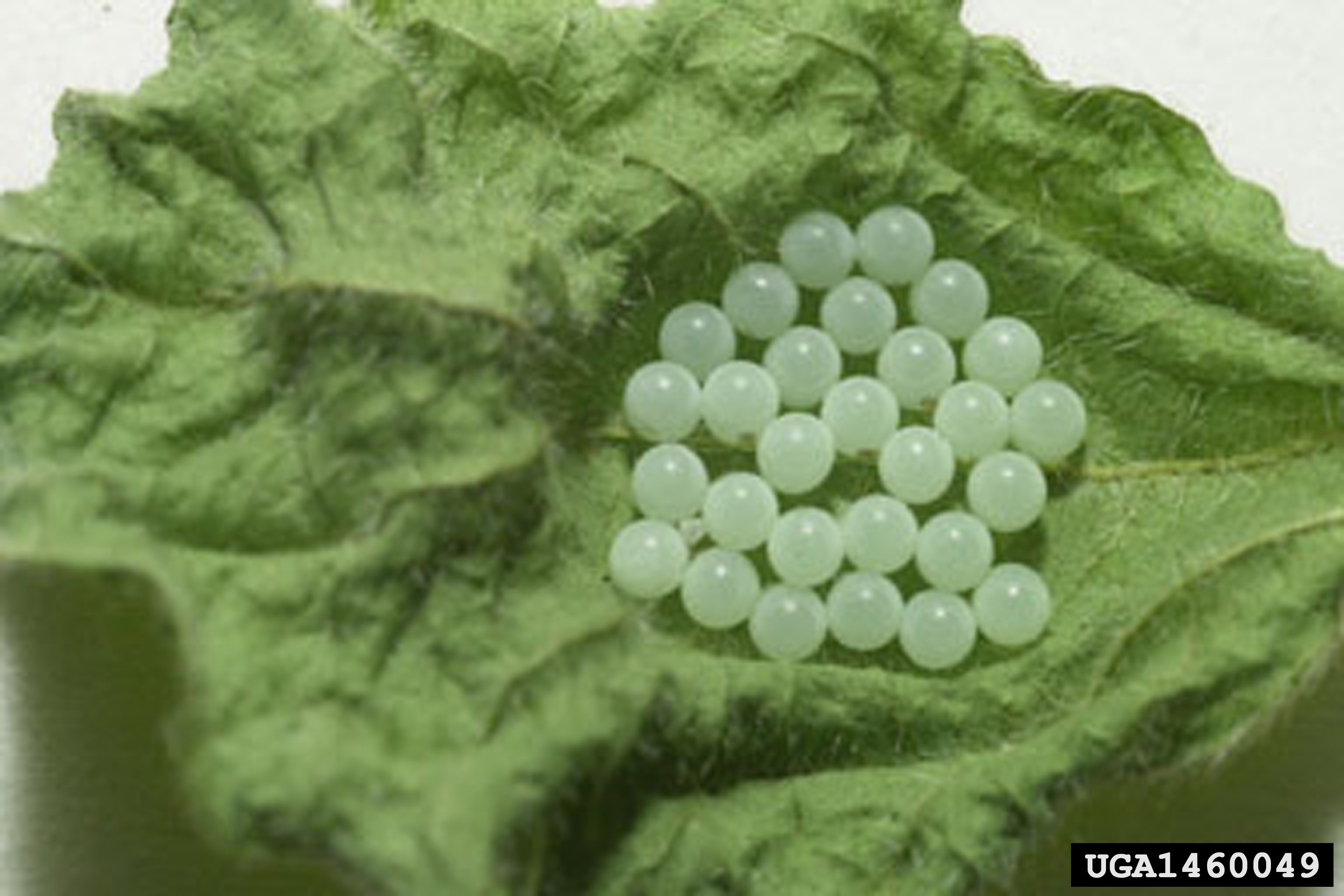
Ouă pe frunze
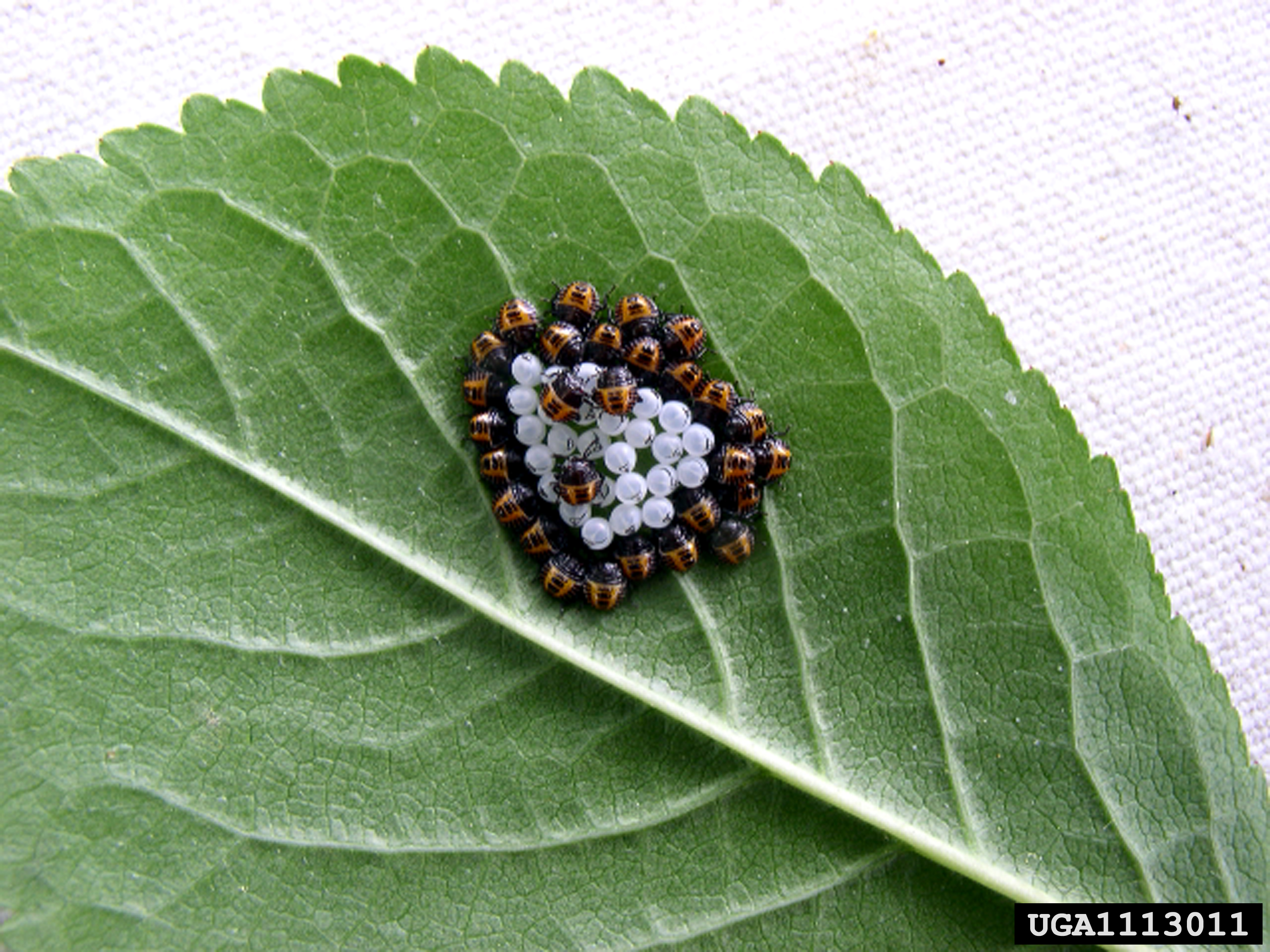
Ouă ecent eclozate
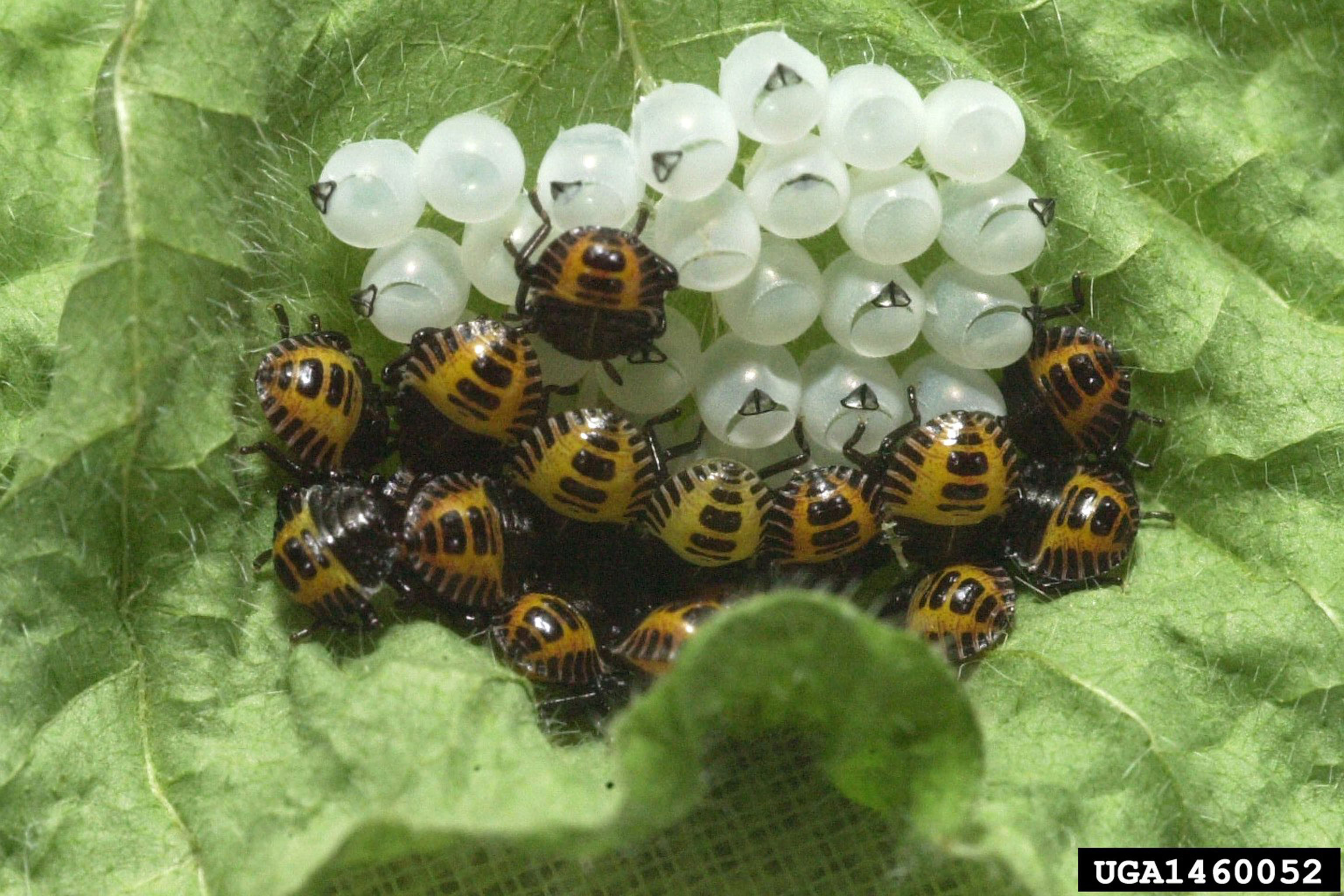
Ouă recent eclozate
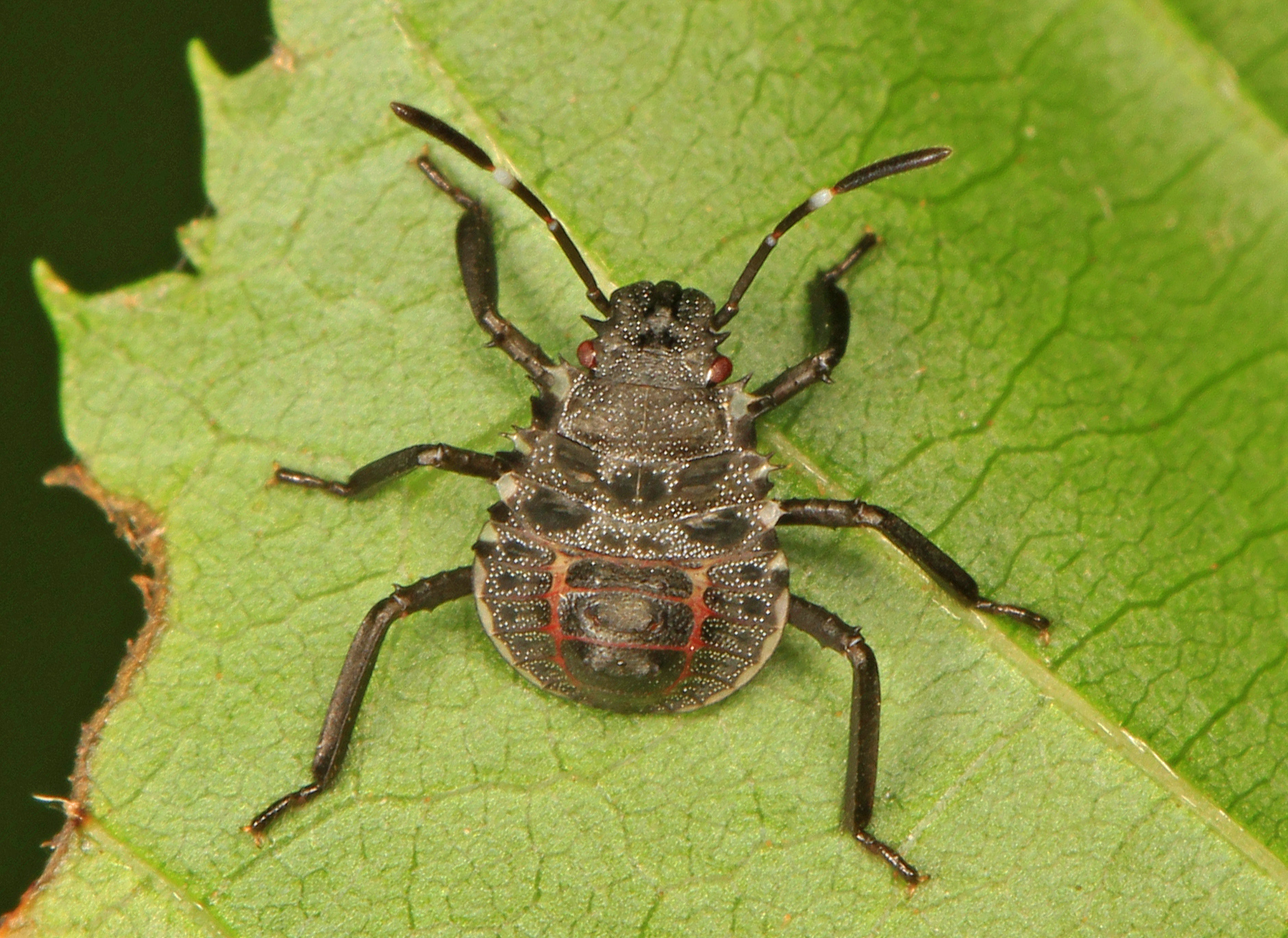
Nimfă
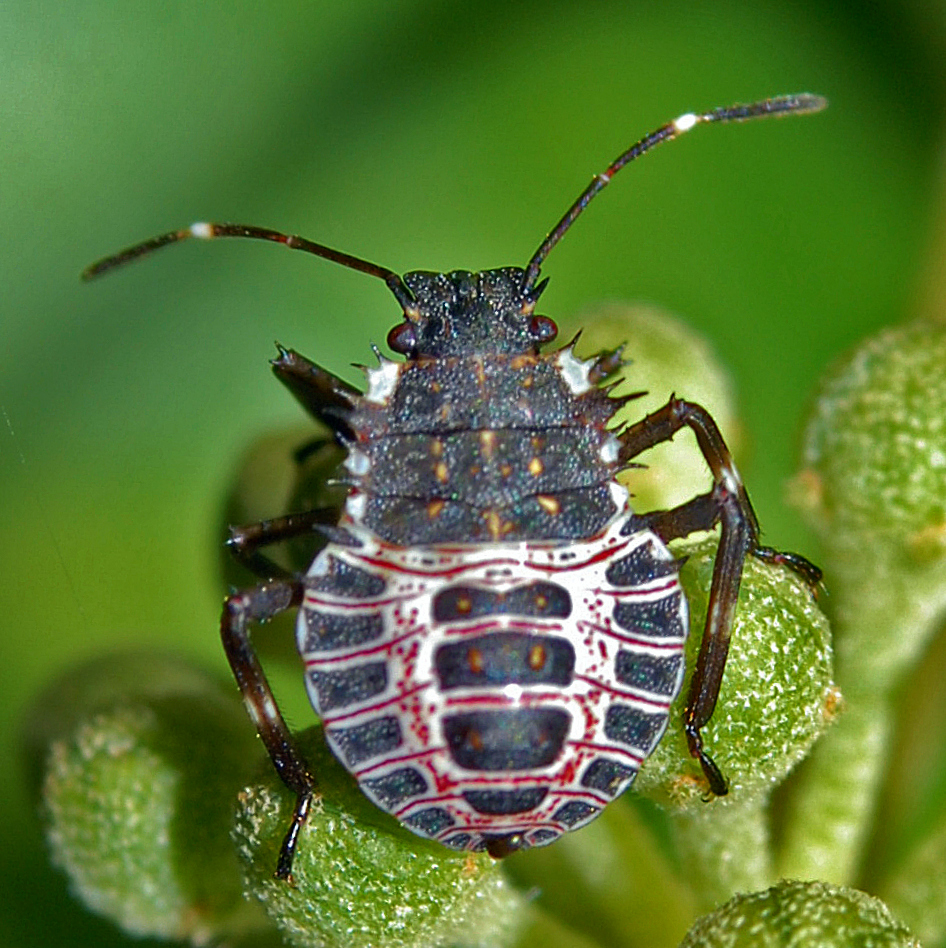
Nimfă în al treilea sau al patrulea stadiu de dezvoltare
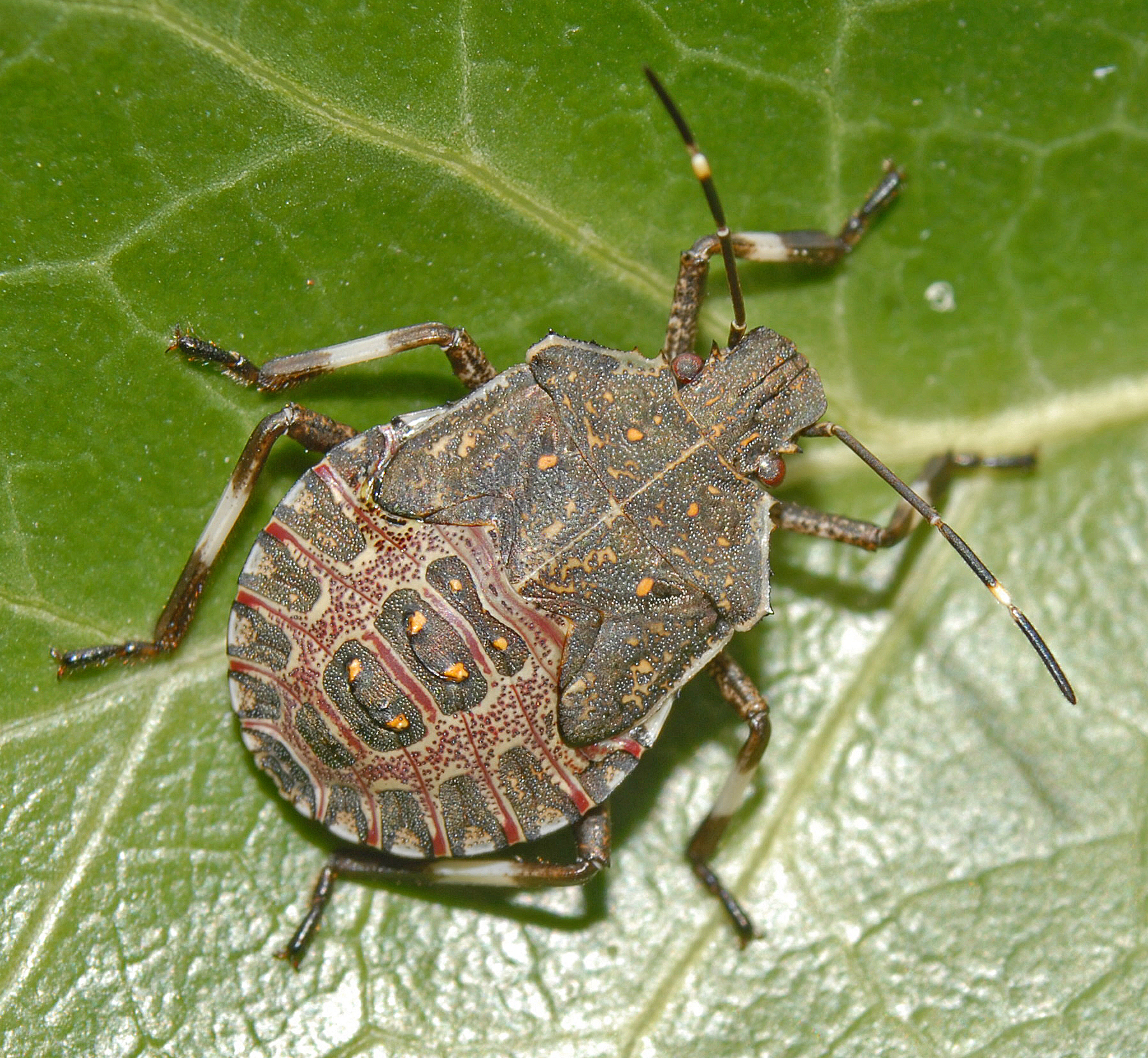
Al cincilea stadiu de dezvoltare
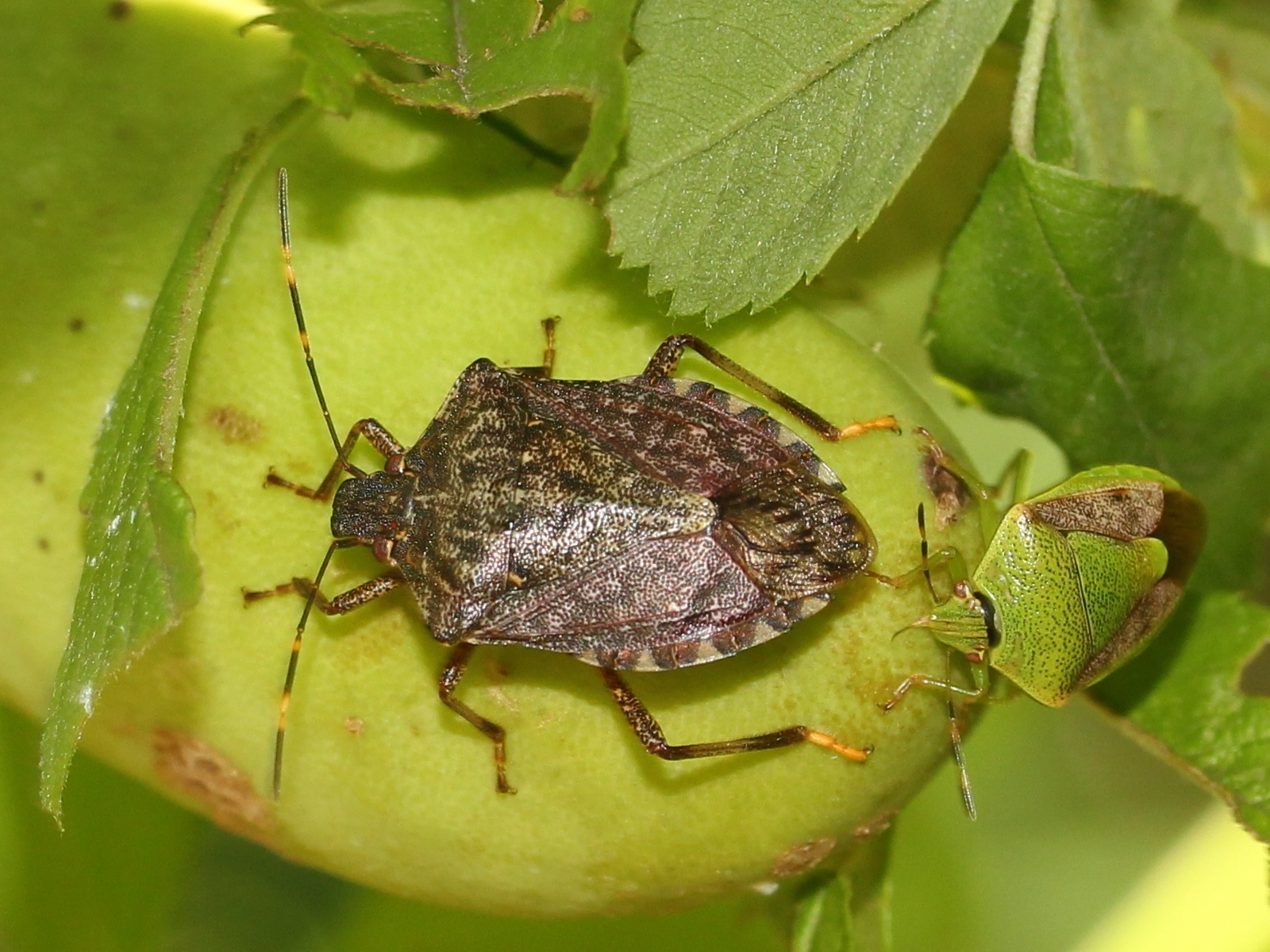
Adult
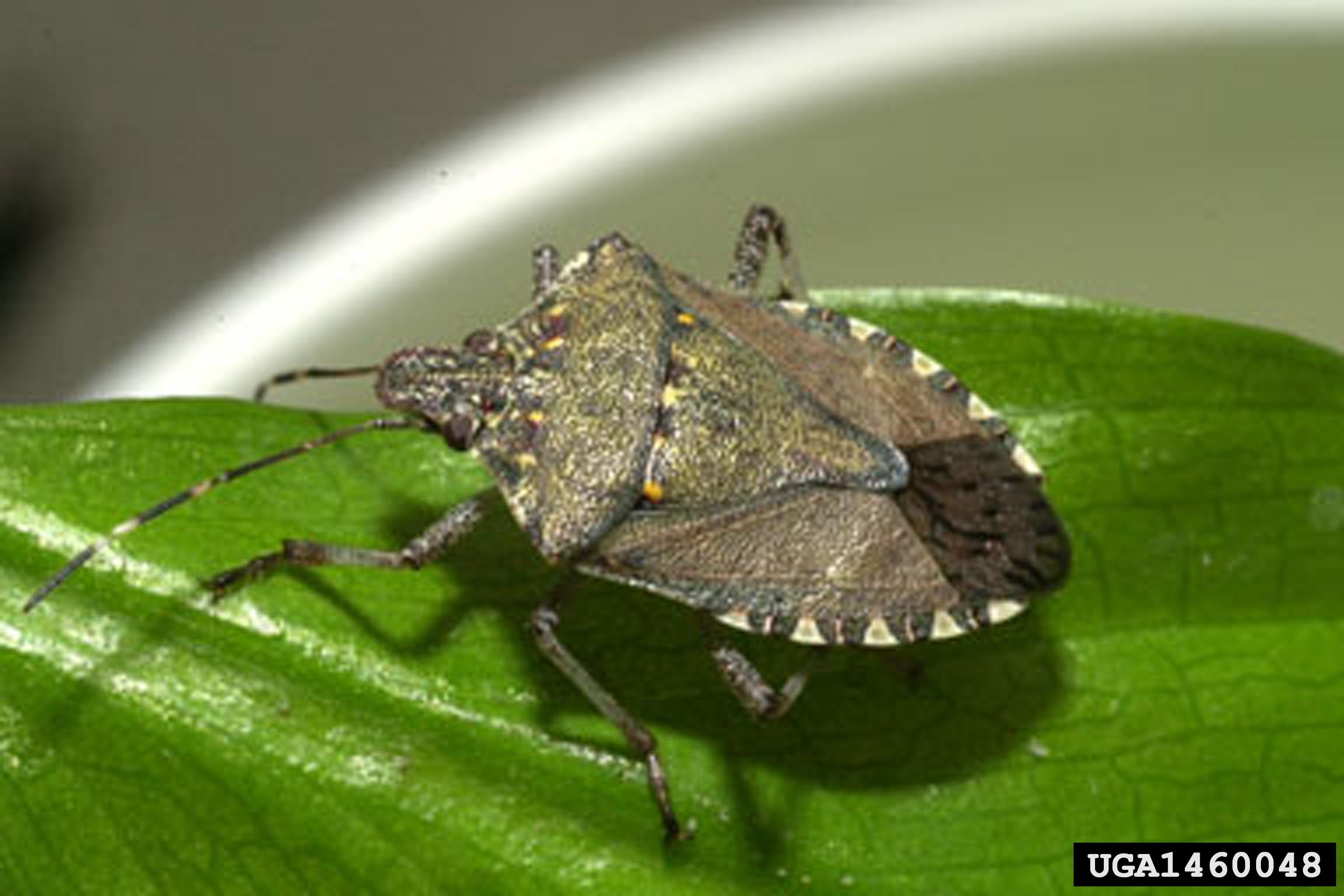
Halyomorpha halys